# Abolitio criminis
Abolitio criminis (uma das formas de novatio legis) é uma forma de tornar atípica penalmente uma conduta até então proibida pela lei penal, gera como consequência a cassação imediata da execução e dos efeitos penais da sentença condenatória. Ocorre quando uma nova lei penal descriminaliza determinado fato assim enquadrado por uma lei anterior, ou seja, quando a lei que tipifica criminalmente o fato é revogada.
É mera aplicação do Princípio da Retroatividade Benéfica Penal, um princípio constitucional que garante a retroatividade dos efeitos das leis penais quando benéficas ao réu, inclusive os já condenados.

## No Brasil
No caput do art. 2º do Código Penal Brasileiro, a abolitio criminis é assim definida:
"Ninguém pode ser punido por fato que lei posterior deixa de considerar crime, cessando em virtude dela a execução e os efeitos penais da sentença condenatória."
Isso significa que, quando uma lei deixa de considerar crime algo que antes assim o era, cessam os efeitos dessa lei, abrangendo também o caso já julgado. Esse é o princípio da retroatividade da lei mais benéfica, definido na Constituição Federal:"a lei penal não retroagirá, salvo para beneficiar o réu;"
Em face do princípio "Tempus regit actum" (o tempo rege o ato), observado em nossa legislação, a hipótese da abolitio criminis será aplicada, portanto, como exceção, visto que a punibilidade será considerada extinta pelo fato de lei nova retroagir em benefício do réu. É o que está definido no Código Penal: Extingue-se a punibilidade (…) pela retroatividade de lei que não mais considera o fato como criminoso;.

### Efeitos
Quando a hipótese de abolitio criminis é assumida, de acordo com as normas do Código Penal brasileiro, extingue-se a punibilidade do agente e é aplicada a retroatividade da norma que retira a tipicidade de qualquer fato, durante qualquer fase do processo judicial ou mesmo da execução penal. E.g., a lei nº 11.106 de 28 de Março de 2005 deixou de considerar como crime o adultério, a sedução e o rapto consensual.